# Taião
Taião é uma povoação portuguesa do Município de Valença que foi sede da extinta Freguesia de Taião, freguesia que tinha 8,68 km² de área e 153 habitantes (2011), e, por isso, uma densidade populacional de 17,6 hab./km².

A Freguesia de Taião foi extinta em 2013, no âmbito de uma reforma administrativa nacional, tendo sido agregada à Freguesia de Gandra para formar uma nova freguesia denominada União das Freguesias de Gandra e Taião.

## População
Habitantes: 153 habitantes (I.N.E. 2011) e 169 eleitores em 05-06-2011.	
| População da freguesia de Taião | População da freguesia de Taião | População da freguesia de Taião | População da freguesia de Taião | População da freguesia de Taião | População da freguesia de Taião | População da freguesia de Taião | População da freguesia de Taião | População da freguesia de Taião | População da freguesia de Taião | População da freguesia de Taião | População da freguesia de Taião | População da freguesia de Taião | População da freguesia de Taião | População da freguesia de Taião |
| ------------------------------- | ------------------------------- | ------------------------------- | ------------------------------- | ------------------------------- | ------------------------------- | ------------------------------- | ------------------------------- | ------------------------------- | ------------------------------- | ------------------------------- | ------------------------------- | ------------------------------- | ------------------------------- | ------------------------------- |
| 1864                            | 1878                            | 1890                            | 1900                            | 1911                            | 1920                            | 1930                            | 1940                            | 1950                            | 1960                            | 1970                            | 1981                            | 1991                            | 2001                            | 2011                            |
| 291                             | 266                             | 260                             | 276                             | 261                             | 269                             | 262                             | 326                             | 346                             | 347                             | 245                             | 208                             | 175                             | 152                             | 153                             |

| Distribuição da População por Grupos Etários | Distribuição da População por Grupos Etários | Distribuição da População por Grupos Etários | Distribuição da População por Grupos Etários | Distribuição da População por Grupos Etários | Distribuição da População por Grupos Etários | Distribuição da População por Grupos Etários | Distribuição da População por Grupos Etários | Distribuição da População por Grupos Etários | Distribuição da População por Grupos Etários |
| -------------------------------------------- | -------------------------------------------- | -------------------------------------------- | -------------------------------------------- | -------------------------------------------- | -------------------------------------------- | -------------------------------------------- | -------------------------------------------- | -------------------------------------------- | -------------------------------------------- |
| Ano                                          | 0-14 Anos                                    | 15-24 Anos                                   | 25-64 Anos                                   | > 65 Anos                                    |                                              | 0-14 Anos                                    | 15-24 Anos                                   | 25-64 Anos                                   | > 65 Anos                                    |
| 2001                                         | 18                                           | 19                                           | 75                                           | 40                                           |                                              | 11,8%                                        | 12,5%                                        | 49,3%                                        | 26,3%                                        |
| 2011                                         | 16                                           | 13                                           | 81                                           | 43                                           |                                              | 10,5%                                        | 8,5%                                         | 52,9%                                        | 28,1%                                        |

## Património
- Gravuras em Taião (abertas numa laje)
- Igreja paroquial
- Capela do Senhor do Socorro
- Pintura rupestres dos montes dos Fortes
- Largo do relógio de sol
- Fonte das Sete Bicas
- Moinhos de água
- Alto de S. Lourenço
- Minas de Virialho e alto dos Pedrosos.

## Economia
Sectores laborais: Agricultura e pecuária.

## Tradições festivas
Santo António, Santa Marinha, Senhor do Socorro e Senhora de Fátima.

## Gastronomia e artesanato
Cabrito assado e cozido à portuguesa.
Artesanato:Utensílios para a lavoura.

## Geografia
A antiga freguesia de Taião está situada num planalto serrano, a cerca de dez quilómetros da vila de Valença, a sede do município a que pertence. Estende-se por aproximadamente de 868 ha de área, distribuídos pelos lugares de Felgueira, Mó, Virialho, Taião de Cima e Taião de Baixo.
Os seus limites estão estabelecidos da seguinte forma: A Norte, as Freguesias de Gandra, Sanfins e Gondomil. A Sul, a Freguesia de Cerdal e de Porreiras (esta pertencente ao Município de Paredes de Coura). A Nascente, a Freguesia de Boivão e novamente a Freguesia de Gondomil, e a Poente, a Freguesia de Cerdal e novamente a Freguesia de Gandra.
Face à sua situação geográfica, em Taião “está sempre sol”, como dizem os mais idosos, nesta freguesia. Nesse aspecto, relacionado com o Sol, e motivo de orgulho deste povo, pelo seu valor arquitectónico, tem-se o seu lindo Relógio de Sol, no lugar de Taião de Cima, havendo, ainda, outro belo exemplar em Taião de Baixo.
Importantes, também são os moinhos de água, no Lugar de Felgueiras.
Excelentes vistas panorâmicas se desfrutam de toda a Freguesia com especial destaque para o alto dos Pedrosos, o alto de S. Lourenço ou junto às desactivadas minas de volfrâmio no alto da Chão de Virialho.
Não menos importante, na freguesia é o Museu Rural de Taião, que versa sobre cultura e tradições de Taião. Foi inaugurado em Julho de 1996. No seu espólio se destaca o traje de Taião, elaborado com recurso às tradicionais técnicas de tecelagem. O visitante poderá, também, observar alguns teares e materiais ligados à arte de trabalhar o linho, bem como alfaias agrícolas ainda em uso nesta região.

## História
A respeito da história desta freguesia, o livro “Inventário Colectivo dos Registros Paroquiais, Vol. 2 Norte, Arquivos Nacionais /Torre do Tombo” diz-nos textualmente o seguinte: «Em 1320, no catálogo das igrejas situadas no território de Entre Lima e Minho, pertencentes ao bispado de Tui, mandado elaborar pelo rei D. Dinis, para o pagamento de taxa, a igreja de Santa Maria de Taião foi taxada em 30 libras.
Em 1444, D. João I conseguiu do papa que este território fosse desmembrado do bispado de Tui, passando a pertencer ao de Ceuta, onde se manteve até 1512. Neste ano, o arcebispo de Braga, D. Diogo de Sousa, deu a D. Henrique, bispo de Ceuta, a comarca eclesiástica de Olivença, recebendo em troca a de Valença do Minho.
Em 1513, o papa Leão X aprovou a permuta.
No registo da avaliação, efectuada em 1546, no tempo do arcebispo D. Manuel de Sousa, Santa Marinha de Taião era anexa ao mosteiro de Sanfins. Foi então avaliada em 10 mil réis.
Na cópia de 1580 do Censual de D. Frei Baltasar Limpo, Taião era anexa "in perpetuum" ao mosteiro de Sanfins. Segundo Américo Costa, o vigário de Santa Marinha de Taião passou a ser apresentado pelo Colégio de Coimbra, após 1545, data em que D. João III doou o convento de Sanfins com todas as suas pertenças aos Jesuítas, para fundarem em Coimbra o seu Colégio.
Mais tarde, passou para a Universidade e, em 1875, Taião adquiriu o título de reitoria. Em termos administrativos, pertenceu, em 1839, ao concelho de Monção e, em 1852, ao de Valença».
Outras fontes dão-nos conta que a sua origem é muito antiga, o que aliás pode ser constatado nas figuras rupestres dos montes dos Fortes.
As Inquirições de 1258 fazem referência ao topónimo, Fofi, que poderá estar relacionado com construções dolménicas conhecidas como arcas de Fofi. O topónimo, Crastello, também, surge a dar como provável um passado de habitantes castrejos.

## Toponímia
Acredita-se que o topónimo, Taião, tem raiz germânica: derivará do antropónimo Tagio, que evoluiu para Tagione, originando Taião, segundo a “Grande Enciclopédia Portuguesa e Brasileira”. Acontece também que, nas citadas inquirições diz: Taião poderá ter tido origem no nome de um jurado, Pedro Teyam.